# US Indoors 1982
Lo US Indoors 1982 è stato un torneo di tennis giocato sul sintetico indoor.
È stata la 75ª edizione del torneo, che fa parte del WTA Tour 1982.
Si è giocato a Filadelfia negli USA dal 27 settembre al 3 ottobre 1982.

## Campionesse

### Singolare
Barbara Potter ha battuto in finale  Pam Shriver con il punteggio di 6–4, 6–2

### Doppio
Rosemary Casals /  Wendy Turnbull hanno battuto in finale   Barbara Potter /   Sharon Walsh con il punteggio di 3–6, 7–6, 6–4